# Madeleine Hilby
Madeleine Hilby (født 4. marts 1994) er en norsk håndboldspiller, som spiller i Tertnes HE.